# 海外通信・放送・郵便事業支援機構
株式会社海外通信・放送・郵便事業支援機構（かいがいつうしんほうそうゆうせいじぎょうしえんきこう、英語：Fund Corporation for the Overseas Development of Japan’s ICT and Postal Services Inc.、略称：JICT）は、株式会社海外通信・放送・郵便事業支援機構法により設立された、海外において通信・放送・郵便事業を行う者等に対し資金供給その他の支援を行う官民ファンドである。

## 概要
株式会社海外通信・放送・郵便事業支援機構法に基づき、2015年に存続期間20年で総務大臣の認可を得て設立された。日本国政府が株式の2分の1以上を保有することとされている（第4条）。海外において通信・放送・郵便事業を行う者等に対し資金供給や事業参画、運営支援等を行うことを目的とする（第1条）。機構には取締役である委員3人以上7人以内で組織される海外通信・放送・郵便事業委員会が設置され（第16条、第18条）、支援の対象となる事業者及び当該対象事業支援内容の決定等を行う（第17条）。

## 沿革
- 2015年（平成27年）5月29日 株式会社海外通信・放送・郵便事業支援機構法が成立
- 2015年（平成27年）11月25日 株式会社海外通信・放送・郵便事業支援機構設立[3]、初代会長高島肇久[4]、初代社長福田良之[5]